# Faro di San Venerio
Il faro di San Venerio è situato sull'isola del Tino (che fa parte del territorio comunale di Portovenere) in provincia della Spezia (Liguria). I suoi lavori di costruzione sono iniziati nel 1839 e dal 1840 illumina e guida i naviganti questa parte di Mar Ligure, coprendo il settore che confina a nord ovest con la Lanterna di Genova e a sud con il faro di Livorno.

## Storia

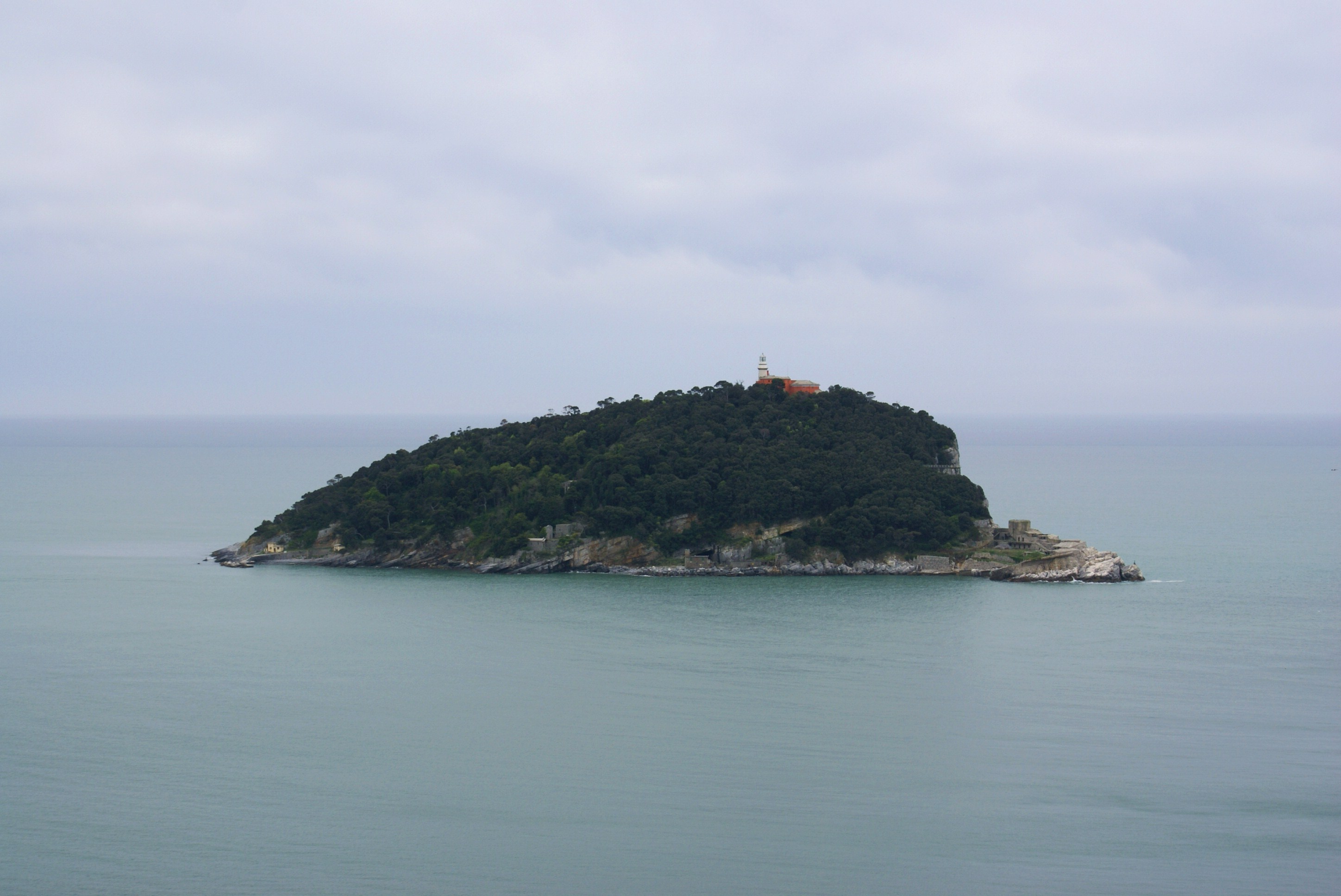
L'isola del Tino

L'edificio del faro è un esempio di costruzione fortificata neoclassica, pur avendo subito numerose modifiche nel corso del tempo. Comunque non ha perso quella monumentalità che lo caratterizza a chi può goderne la visita (l'isola è interdetta al pubblico poiché zona militare, ad esclusione del 13 settembre, giorno della ricorrenza di san Venerio (patrono del golfo della Spezia e dei fanalisti d'Italia), in occasione della quale diventa accessibile al pubblico.
Fu re Carlo Alberto che volle la costruzione di quest'opera e il primo combustibile utilizzato per il funzionamento del faro fu l'olio vegetale, seguito successivamente dal carbone. Nel 1884 venne costruita un'altra torre, più alta di quella originaria, alla cui sommità vennero poste delle lenti ottiche ad incandescenza, alimentate elettricamente da due macchine a vapore. Siccome questo sistema dava troppa potenza al fascio di luce prodotto, nel 1912 l'impianto venne sostituito con uno a vapori di petrolio.
Grazie all'arrivo dell'energia elettrica il faro venne elettrificato, mentre la completa automazione avvenne nel 1985.
Attualmente il faro è completamente controllato e gestito dal Comando di Zona Fari della Marina Militare con sede alla Spezia (Comando che si occupa di tutti i fari dell'Alto Tirreno).
Da Lerici (che si trova dal lato opposto del golfo della Spezia) come dalle Cinque Terre di notte si possono ben osservare i suoi lampi nell'oscurità del mare.